# Цзинбаоская железная дорога
Цзинбаоская железная дорога (кит. трад. 京包鐵路, упр. 京包铁路, пиньинь Jīngbāo Tiělù (ЦзинБао ТеЛу), дословный перевод — Пекин-Баотоуская железная дорога), известная также как просто Цзинбао (по последнему иероглифу слова «Пекин» («Бэйцзин») и первому иероглифу слова «Баотоу») — крупная китайская железнодорожная магистраль, соединяющая Пекин с Баотоу, Внутренняя Монголия. Эта двухпутная электрифицированная железная дорога протяжённостью 824 км (по другим данным 833 км) является важным маршрутом в регионе.

## История

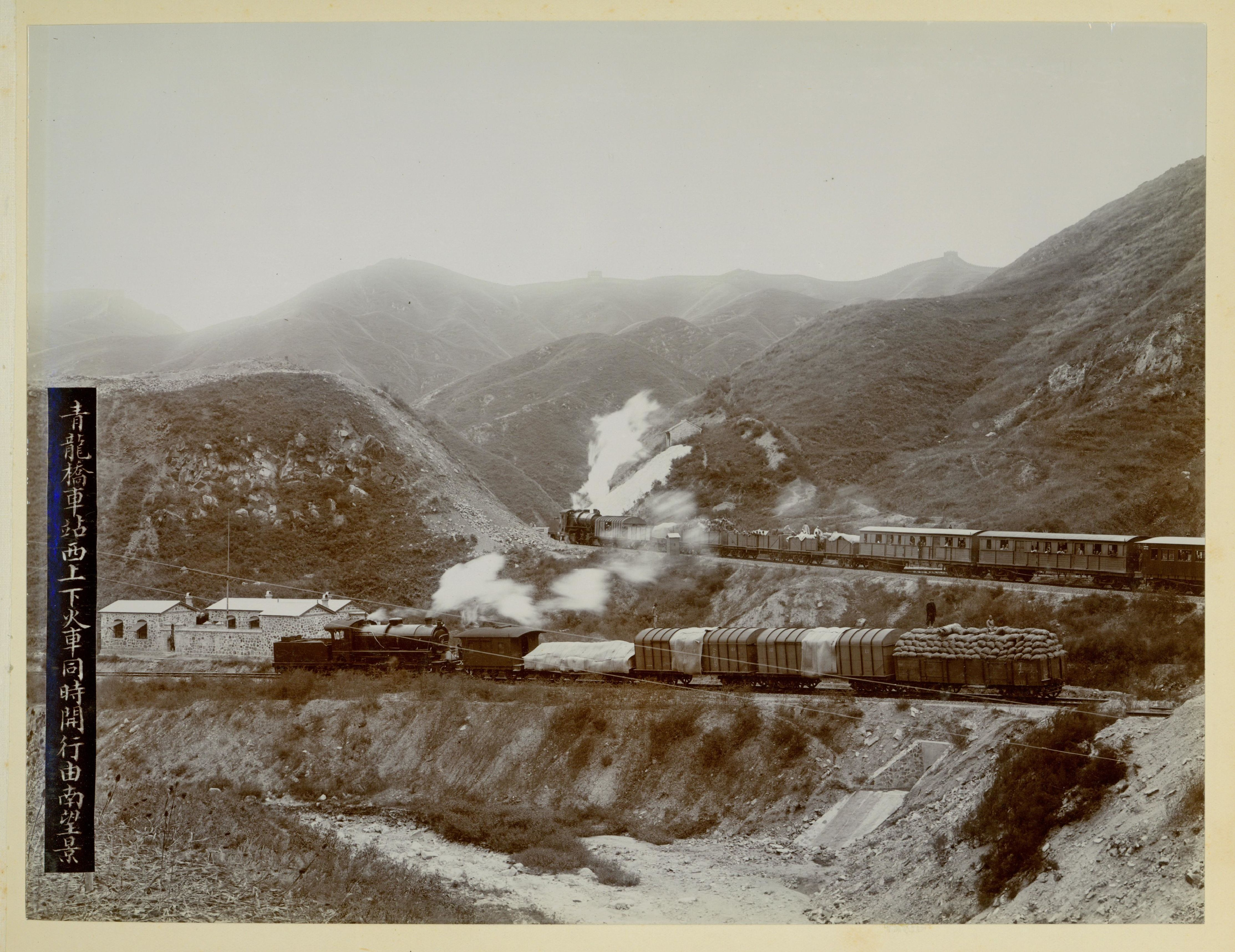
Цзиньчжанская железная дорога. Участок с зигзагом

Строительство дороги от Пекина до Чжанцзякоу началось ещё при династии Цин в 1905 году. 24 сентября 1909 года было официально открыто движение по Пекин—Чжанцзякоуской (Цзинчжанской) железной дороге. Дорога пересекала несколько сложных геологических участков, из которых особо выделяется участок под Великой китайской стеной в районе Бадалина, где в хребте был прорублен тоннель, а из-за наличия крутых уклонов было применено развитие трассы с помощью зигзагов, но тем не менее уклон пути на данном участке достигал . Руководил строительством дороги инженер Чжань Тянью, который за преодоление Бадалина получил прозвище «Отец китайских железных дорог».
В 1911 году дорога была продлена до Янгао, а в 1914 году до Фэнчженя. 1 мая 1921 года было открыто движение поездов до Суйюаня, из-за чего дорога стала называться Цзинсуйской. В 1923 году дорога была продлена уже до Хух-Хото. В 1949 году, в связи с образованием Китайской Народной Республики, название дороги сменилось на Цзинбао (Цзинбаоская).

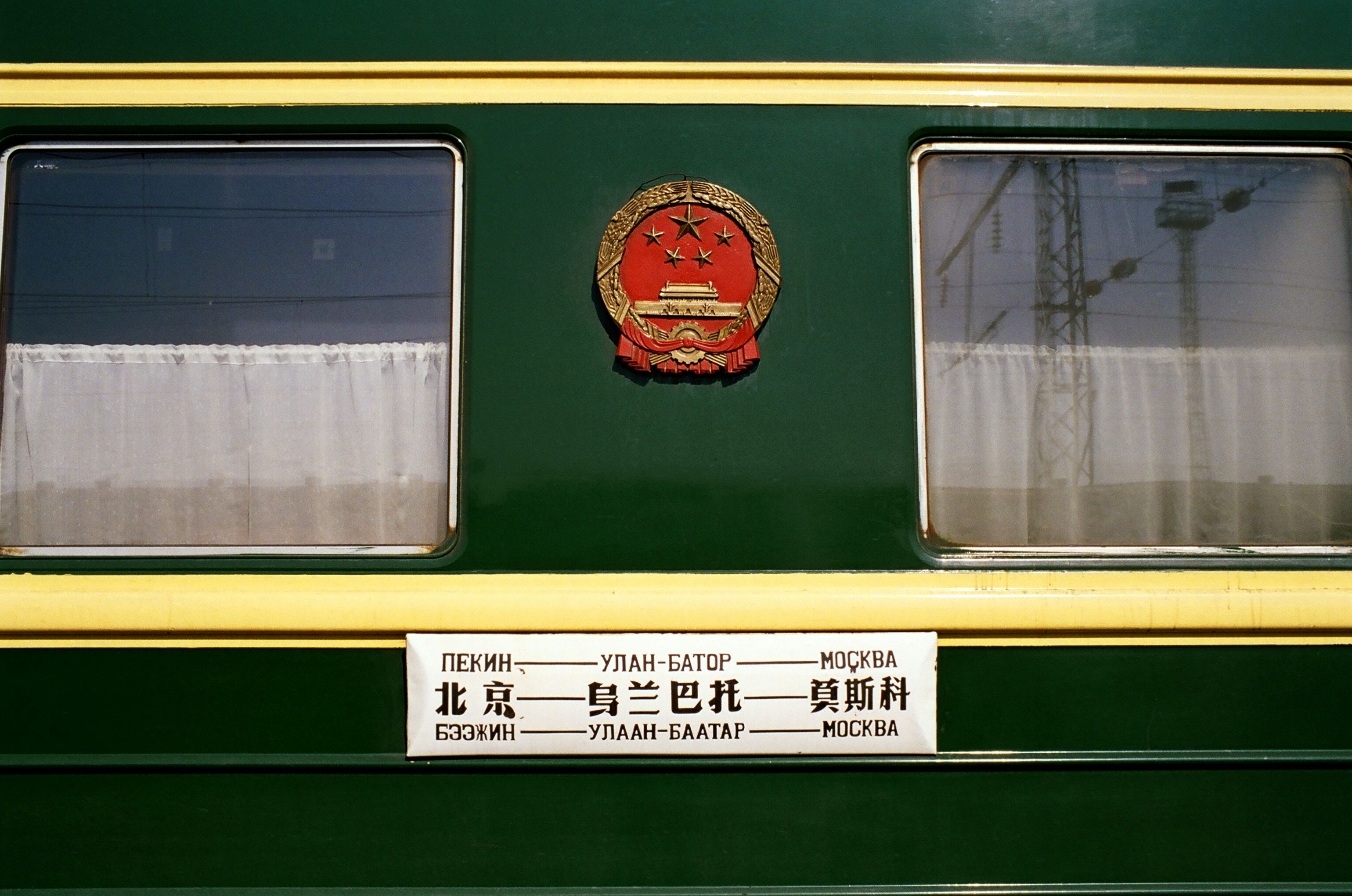
Международный поезд K3/K4 «Пекин — Улан-Батор — Москва»

Узким местом на дороге являлись подходы к Чжанцзякоу, где путь имел уклоны до 33 тысячных (3,3 %). Сдерживало рост движения и наличие зигзагов на данном отрезке. Чжань Тянью в своё время отклонил вариант с обходным путём, так как это повышало стоимость строительства, однако Культурная революция требовала от транспорта повышения провозной способности, поэтому в октябре 1953 года началось сооружение обходной железной дороги Фэнша (Фэнтай—Шачэн). Эта дорога идёт вдоль русла реки Юндинхэ и проходит около водохранилища Гуаньтин. В декабре 1954 года движение по данному участку было открыто. В ноябре 1955 года на дороге начались работы по сооружению вторых путей, которые завершились в 1974 году. Помимо этого, магистраль была электрифицирована.

## Основные города
| Станция               | Расстояние (км) |
| --------------------- | --------------- |
| Пекин (北京)          | 0               |
| Шачэн (沙城)          | 121             |
| Сюаньхуа (宣化)       | 171             |
| Чжанцзякоу (张家口南) | 196             |
| Датун (大同)          | 374             |
| Цзинин (集宁南)       | 501             |
| Хух-Хото (呼和浩特)   | 659             |
| Баотоу (包头)         | 824             |